# L’innocente (The Ingenuous)
L’innocente (The Ingenuous) ist ein französischer Pornofilm der Regisseure Michael Ninn und Max Candy. Er wurde bei den AVN Awards 2014 als „Best Foreign Feature“ ausgezeichnet wurde.

## Handlung
Der Film handelt von der Geschichte der jungen Sarah, die von der experimentierfreudigen Alicia in die Gesellschaft der Schönen, Reichen und Mächtigen eingeführt wird.

## Szenen
- Scene 1. Eileen Sue, Samantha Jolie, Victoria Blaze
- Scene 2. Anna Polina
- Scene 3. Aleska Diamond, Angel Piaff, Anissa Kate, Anna Polina, Rita, Tarra White, Mike Angelo
- Scene 4. Anna Polina, Girl, Tarra White
- Scene 5. 5 Girls, Anna Polina, Carla Cox, Isabella Chrystin, Leila Smith, Mia Manarote, Tarra White, Victoria Blaze, Victoria Puppy, Victoria Sweet, Martin Gun, Neeo, Ridge

## Wissenswertes
- Die Ansätze sind abstrakt mit dem gleichnamigen Film von Luchino Visconti, in welchem es um die sexuelle Doppelmoral der italienischen Oberschicht geht, vergleichbar.

## Auszeichnungen
- 2014: AVN Award – Best Foreign Feature[1]
- 2014: AVN Award – Best Director – Foreign Feature (Max Candy, Michael Ninn)[1]
- 2014: AVN Award – Best Sex Scene in a Foreign-Shot Production (Aleska Diamond, Angel Piaff, Anissa Kate, Anna Polina, Mike Angelo, Rita, Tarra White)[1]